# Рожицький Микола Миколайович
Рожицький Микола Миколайович (нар. 5 травня 1945, Харків — 12 січня 2016, Харків) - український науковець, фахівець у галузі хімічної фізики, доктор фізико-математичних наук (1999), професор (2001), академік Академії наук прикладної радіоелектроніки.

## Життєпис
Микола Миколайович Рожицький народився 5 травня 1945 року в м. Харкові в сім’ї архітектора. Батько - Рожицкий Микола Михайлович, начальник - відділу
металевих конструкцій інституту «Гіпротракторсільгоспмаш». Мати – Куцина Лариса Михайлівна, кандидат хімічних наук, старший співробітник інституту ВНДІ «Монокристалів». У 1962 році закінчив середню школу № 105 м. Харкова. 1962–1967 рр. – студент фізичного факультету Харківського державного університету ім. О. М. Горького (ХДУ).

## Професійна діяльність
- 1968-1971 – аспірант кафедри загальної фізики фізичного факультету ХДУ за спеціалізацією «Фізика магнітних явищ»
- 1971 – старший інженер НДС Харківського інституту радіоелектроніки
- 1972 – старший науковий співробітник
- 1974 – початок досліджень електрохімічної люмінесценції (ЕХЛ) на кафедрі технічної електроніки
- 1980 – захист кандидатської дисертації в Московському державному університеті ім. М. В. Ломоносова за спеціальністю «Хімічна фізика»
- 1981 – отримав диплом кандидата фізико-математичних наук
- 1985 – старший науковий співробітник кафедри теоретичних основ електротехніки ХІРЕ
- 1987 – присвоєно вчене звання старшого наукового співробітника за спеціальністю «Хімічна фізика, в тому числі фізика горіння та вибуху»
- 1992 – доцент кафедри  біомедичної електроніки
- 1999 – захистив докторську дисертацію в Одеському державному університеті за спеціальністю «Оптика, лазерна фізика, хімічна фізика, фізика горіння та вибуху»
- 2000 – професор кафедри біомедичної електроніки ХТУРЕ
- 2000-2016 – працює професором кафедри БМІ
- 2004-2015  – завідувач лабораторії аналітичної оптохемотроніки ХНУРЕ
- 2001 – присвоєно вчене звання професора за спеціальністю «Оптика, лазерна фізика»
- 2004 – створює науково-дослідну та навчальну лабораторію «Аналітичної оптохемотроніки», стає її керівником
- 2006 – академік Академії наук прикладної радіоелектроніки.

## Нагороди
2009 – нагороджений Почесною грамотою Міністерства освіти та науки України
2010 – нагороджений грамотою Харьківської областної ради
2012 – удостоєний іменної стипендії Харківскої обласної державної адміністрації в галузі науки у номінації «Медицина і біологія», стипендія імені Іллі Ілліча Мечнікова для провідних науковців.

## Наукова, педагогічна та навчально-методична робота
Професор Рожицькийє автором понад 660 публікацій: 7 монографій, 7 навчальних посібників, 154 статті в міжнародних високорейтингових виданнях, 38 – в закордонних журналах, понад 420 тез доповідей, понад 40 винаходів.
М. М. Рожицький підготував 11 кандидатів і 1 доктора наук. Був керівником 4-х великих міжнародних грантів (фінансування – 10 млн. грн.) та 9-ти держбюджетних тем, керівником або відповідальним виконавцем більше двох десятків господарчих договорів.
1986 р. – участь у міжнародній конференції «XXXVII Meeting of the International Society of Electrochemistry», Vilnius
1994–1995 рр. – отримав індивідуальний грант від Уряду України та Міжнародного Наукового Фонду (500$)
1995–1997 рр. – керівник міжнародного гранту № К33100 «Investigation of Liquid-Phase Organic Electrochemiluminescence» від Уряду України та Міжнародного Наукового Фонду
2002–2016 рр. – член редколегії 3-х всеукраїнських науково-технічних журналів: «Сенсорная электроника и микросистемные технологии», «Нано- и электронная физика», «Медицина и...».
2005–2007 рр. – науковий керівник І гранту від Українського НауковоТехнологічного Центру (УНТЦ) «Розробка новітніх технологій та оптохемотронних сенсорів аналізу рідин на основі
електрохемілюмінесцентних молекулярних конденсованих плівок ЛенгмюраБлоджетт з новими электрохемілюмінофорами»
2006 р. – доповідь – презентація проекту GE-77 колаборатору Іржі Людвігу в Інституті фізичної хімії та електрохімії ім. Я. Гейровського АН Республіки Чехії (Прага)
2007 р. – участь в міжнародній Ганноверській виставці «Hannover Messe–2007» з експонатами, Ганновер (Німеччина)
2007 р. – участь у міжнародній виставці «Europen Research & Innovation Exhibition» с презентацією розроблених технологій, Париж (Франція)
2007 р. – участь у конференції «The 3rd ECHEMS Meeting: Electrochemistry in Nanosystems and Molecules at Work» (Czech Republic)
2007–2009 рр. – науковий керівник ІІ Міжнародного гранту від УНТЦ № 4180 «Розробка та дослідження тонкошарового електрохемілюмінесцентного сенсору типу "lab-on-a-chip" з діамантоподібними електродами для виявлення жовчних пігментів в біорідині»
2008 р. – участь у EU-CIS Seminar «New trends in Infection Diseases», Lyon (France)
2008–2011 рр. – секретар спеціалізованої вченої ради К.64.052.05 із захисту кандидатських і докторських дисертацій
2008–2016 рр. – член Наукової ради з проблеми «Аналітична хімія» НАН України
2008–2011 рр. – науковий керівник ІІІ Міжнародного гранту № 4495 «Сенсор на основі нанорозмірних структур для діагностики активних форм туберкульозу»
2009 р. – участь у міжнародній Ганноверській виставці «Hannover Messe–2009» з експонатами
2009 р. – участь у семінарі «Technical Workshop on Response to Chemical & Biological and Radiological/Nuclear Terrorist Attacks», Ottawa, Ontario (Canada)
2009 р. – участь у семінарі «National Research Council Canada Institute for Biodiagnostics», Вінніпег (Канада)
2010–2013 рр. – науковий керівник ІV Міжнародного гранту від УНТЦ № 5067 «Розробка новітніх нанофотонних технологій та пристроїв для детектування небезпечних і токсичних органічних сполук у водних об’єктахнавколишнього середовища»
2010 р. – участь у конференції «XVII Aegean Analytical Chemistry Days» (AACD 2010), Lesvos (Greece)
2011 р. – участь у конференції «Electrochemistry in Nano Structuration of Substrates and Energy, ElecNano4» – 7th ECHEMS, Paris (France)
2011 р. – участь у конференції «The 7th International Conference on Instrumental Methods of Analysis Modern Trends and Applications» (IMA 2011), Chania, Crete, (Greece)
2012 р. – участь у конференції «The 17th International Symposium on Bioluminescence and Chemiluminescence – ISBC 2012», Guelph, Ontario (Canada)
2012 р. – участь у конференції ECHEMS 8 «Electrochemistry in... «Molecular surface science and catalysis», June 28 – July 1, 2012, Bertinoro (Italy)
2012 р. – участь у конференції «The 63rd Annual Meeting of the International Society of Electrochemistry», Prague (Czech Republic)
2012 р. – участь у конференції «Laser Helsinki 2012 International Congress Photodiagnosis and Photodynamic Therapy», Helsinki (Finland)
2012 р. – участь у симпозіумі «Physics and Chemistry of Nanostructures and Nanobiotechnology 2012», 4th German-Ukrainian Symposium (Germany)
2013 р. – укладання договору про співробітництво з технічним університетом Ільменау (Німеччина)
2014 р. – грант від Ilmenau University of Technology (Germany).